# 沈清楷
沈清楷（1970年—），台灣哲學學者、教育工作者與公共思想參與者，曾任教於輔仁大學哲學系。其著作與行動實踐涵蓋哲學教育、社會運動與轉型正義等領域，長期關注思想與公共議題的交會與對話。
專攻當代法國哲學、政治哲學、詮釋學，台灣獨立建國聯盟副主席兼2020東京奧運台灣正名行動小組召集人。曾任輔仁大學哲學系副教授，因被指控涉及約會性侵， 性平會在調查後，沒有性侵證據，而是認定沈清楷與多名學生有權勢不對等的性關係，並嚴重違反教師倫理與性平原則，因此才建議解聘，最後由學校正式執行。

## 生平
沈清楷出生於台北市萬華區，有四分之一日本人血統，是灣生後代（祖父原籍日本熊本縣，祖母是台灣原住民）。

## 學歷
先後畢業於臺北市立成功高級中學、輔仁大學哲學系以及輔仁大學哲學研究所碩士，2010年取得魯汶大學哲學博士後返回台灣。

## 經歷
2010年，沈清楷認識當時的青平台基金會董事長鄭麗君，被網羅擔任青平台會務總監。經過青平台，他策劃了全年無休的活動「哲學星期五」，同時擔任台灣高中哲學推廣教育學會理事、國立教育廣播電臺哲學教育節目《哲學Café》主持人、民間全民電視公司《民視台灣學堂－哲學談、淺淺地》主持人。
2014年3月太陽花學運，輔仁大學歷史學系教授陳君愷、中華大學行政管理學系教授曾建元、輔仁大學哲學系教授沈清楷、國立政治大學政治學系教授葉浩及中國文化大學哲學系教授吳豐維等人在台灣連署資源運籌平台發表「以純真戰勝詭詐，讓太陽照亮黑箱！大學教師反黑箱服貿罷課聲明」，以罷課聲援太陽花學運。2014年10月16日，民視成立「民視顧台灣顧問團」，康寧祥、郭倍宏、楊緒東、賴靜嫻、薛化元、陳奕齊、沈清楷、楊宗澧、王明玉等人擔任常務顧問。
2018年2月，沈清楷參與籌組喜樂島聯盟，並呼籲民主進步黨加入喜樂島聯盟。2020年東京奧運台灣正名公投案，沈清楷擔任2020東京奧運台灣正名行動小組召集人。
沈清楷遭輔大校評會以「嚴重違反教師專業倫理」解聘並停聘4年後，2019年6月25日，青平台基金會內部人士接受《眾報》電話訪問時表示，沈清楷已經不是青平台的人，也與青平台沒有任何關係；《眾報》又電話訪問台獨聯盟主席陳南天，但陳南天手機關機未回。

## 涉嫌約會強暴
2019年2月1日，有位女性在Dcard貼文「沈清楷你是我最最痛苦的回憶」控訴，指她在2015年輔仁大學哲學系四年級上學期選修沈清楷開設的課程「當代法國哲學」而認識沈清楷，沈清楷約她私下互動並發生性關係。
2月6日，該名女性刪除此文，並發表道歉聲明，已交由性平會處理。
2月12日，根據該名女子所提供的對話訊息，沈清楷今日傳訊息給她表示「我欠你一個公開的道歉以及應有的處置」，該名女子要求沈清楷必須承認與不同學生發生關係和公開道歉，沈清楷回覆「好！！！最晚2/18日，等我」。
2月13日，輔仁大學哲學系召開臨時系務會議，決議全案交由性別平等教育委員會調查處理，沈清楷的課程及導師時間均由代課老師代理。
2月18日，沈清楷在輔大哲學系網站發表聲明稿表示，全案已進入輔大性平會調查程序，他靜待調查，調查期間他不會回應相關質疑。
2月27日，有自稱受害學生在FACEBOOK張貼公開文，表示「目前已有4名受害學生私訊與我聯絡」，指出沈清楷用相同手法約人到他家發生性關係，呼籲更多受害者站出來向輔大性平會檢舉並一同受訪。
2月28日，輔大哲學系教授潘小慧表示，事件爆發後系上召開臨時系務會議討論此時，她發言呼籲沈清楷「與女學生發生性關係已有違教室倫理，應自行請辭接受調查」。此番支持學生的言論被該名發文指控的女子看見後，便以e-mail提供相關證據給她和系上另一位周明泉教授，由該女提供的對話紀錄中也發現，2017年時該名女子就曾主動將此事告知邱建碩系主任。此外，有另一名已畢業的女學生私訊系上老師，表示自己也曾和沈清楷交往過。輔仁大學哲學系學生接受採訪時告訴《台灣壹週刊》，貼文女學生與沈清楷交往一事，近三年前在該系師生之間就有傳聞。多名學生怕被報復而不敢向性平會提出檢舉。
3月4日，輔大哲學系教授潘小慧陪同家長與文學院院長、哲學系系主任、輔大主秘面談此事。
3月6日，該名女學生接受《台灣壹週刊》訪問，除了再次談及先前所寫的內容外，提到2016年8月和沈發生關係後發現私處長了水泡，看婦產科驗血之後發現是經由性交傳染且無法根除的生殖器疱疹第二型(HSV-2)，並且表示發文後有其他3名女子和她聯絡，其一名後來得了嚴重的憂鬱症。沈清楷透過手機簡訊回應，依照Zoucheng Lin臉書帳號所貼出的二人對話訊息，若12月19日之間為第一次遭約會強暴，隔日何以仍主動聯絡，又於22日主動要求去家中玩；至於聲稱有其他女學生的指控，該名女子可能捏造所謂3位傳訊之事，企圖製造不用查證的輿論效果。 輔大哲學系教授潘小慧表示，已經將此4名以外向她投訴的畢業女學生所提供的證據交給性平會。
3月7日，輔大性別平等委員會針對沈清楷被爆出與曾同時與多名女學生交往一事，回函給輔大哲學系，確認成案。
6月10日，輔大性別平等委員會決議「建議本校教師評審委員會對該師依《教師法》予以解聘並停聘4年」。
6月12日，輔大哲學系教師評議委員會開會審理此案，3票同意、3票反對、1票廢票，未超過出席人數三分之二票數，否決了輔大性平會調查結果。
6月13日，沈清楷於自己的臉書發文表示「性平會已還我清白」。
6月14日，輔大校方表示，性平會已作出解聘教師的建議，而解聘教師依法需要經過系、院、校教評會，最後結果再報教育部核准，此案目前正在進行流程。
6月18日，文學院院評會認定沈清楷在此事件中有具體違反教師倫理的事實，作出「停聘兩年」的決議。
6月20日，因系評會、院評會並未接受性平會建議作出解聘的決議，在校評會進行前，輔大校園內發起「不能姑息，不能再有下一位受害者—請求解聘沈清楷老師」連署。發起者表示，希望藉由此一不具任何拘束力的連署書，向校方表達學生關注此事件的發展。
6月24日，校級教評會依性平會調查建議，作出「解聘且停聘4年」的決議。
6月27日，沈清楷發表聲明，除承認與指控的女子曾交往外，澄清該名女子所指控的「約會強暴」已被性平會認定證據不足無法成案。
7月沈清楷至新北市政府警察局新莊分局勤務指揮中心報案提告不認識的兩名網友、一名輔大哲學系同事及受害女大生其網絡言論妨害名譽。
2021年6月， 校方認為沈清楷與多名女學生發生性行為嚴重違反教師倫理而解聘，沈不服提告，台北高等行政法院審理後，認為解聘處分完全合法，判沈清楷敗訴，全案仍可上訴。
2021年8月，沈清楷提告包含受害人及同事四人妨害名譽，新北地檢署依據性平會資料認定均屬可受公眾評論範圍內，而發函不起訴處分。